# Porto nord di Castiglioncello
Il porto nord di Castiglioncello, noto semplicemente come porticciolo, è uno dei due porti di Castiglioncello, località balneare del comune di Rosignano Marittimo sul mar Ligure.

## Caratteristiche
Il porto turistico presenta un accesso piuttosto ristretto e fondali bassi, risultando adatto, pertanto, soltanto alle piccole imbarcazioni. Si trova dopo la pineta Marradi procedendo verso nord, in direzione della punta Righini.
Privo di banchine di attracco, se si esclude un pontile in legno in concessione ad un privato, può ospitare 70 imbarcazioni, che possono però raddoppiare usufruendo degli ormeggi con corpo morto sui fondali sabbiosi.